# Слонова кост
Слонова кост е скъп материал, получен от дентина на зъбите (и най-вече бивните) на животни като слон, хипопотам, мамут, морж или нарвал. Той е мек и удобен за резбоване и обработване, като от него могат да се изработват най-различни предмети за бита и изкуството – скулптури, топки за билярд, гривни и други украшения, клавиши за пиано, копчета и други.
През 2002 година ООН въвежда частична забрана на търговията със слонова кост поради масовото избиване на животни с тази цел. През 2007 година обаче след разкритията, че 94% от всички изделия от слонова кост имат неясен и най-вероятно незаконен произход, търговията с изделия от слонова кост е забранена. Въпреки забраната и строгия контрол бракониерството на ценния материал продължава и понастоящем.